# 장신청 (배우)
장신청(중국어 간체자: 张新成, 정체자: 張新成, 병음: Zhāng Xīnchéng, 한자음: 장신성, 1995년 8월 24일 ~ )은 중화인민공화국의 배우이다.

## 학력
- 중앙희극학원 (졸업)

## 출연작

### 드라마
- 2016년 후난위성텔레비전 청춘진행중 《상애천사천년 2: 달빛 아래의 교환》 - 리하이룬 역
- 2017년 아이치이 웹드라마 《니호, 구시광》 - 린양 역
- 2018년 유쿠 웹드라마 《최강남신》 - 오택문 역
- 2019년 후난위성텔레비전 청춘진행중 《대송소년지》 - 원중신 역
- 2020년 장쑤 위성 텔레비전 행복극장 《빙당돈설리》 - 리위빙 역
- 2020년 후난위성텔레비전 금응독파극장 《와우여황리조》 - 이진언 역
- 2020년 후난위성텔레비전 금응독파극장 《이가인지명》 - 허지추 역
- 2021년 후난위성텔레비전 금응독파극장 《백련성강》 - 자오위루 역
- 2021년 아이치이 웹드라마 《변성니적나일천 : 네가 된 그날》 - 장이 역
- 2021년 후난위성텔레비전 금응독파극장 《광망》 - 청이즈 역
- 2022년 유쿠 웹드라마 《회랑정》 - 정성 역
- 2022년 CCTV-8 황금강당극장 《천재기본법》 - 페이즈 역
- 2022년 CCTV-1 제일특약극장 《현위대원》 - 린쥐웨이 역
- 2023년 유쿠 웹드라마 《심연》 - 페이두 역
- 2023년 후난위성텔레비전 금응독파극장 《대송소년지 2》 - 원중신 역
- 2023년 유쿠 웹드라마 《광연》 - 페이쑤 역
- 2024년 아이치이 웹드라마 《간난적제조》 - 리우준 역
- 2024년 CCTV-8 황금강당극장 《미암지화》 - 저우뤄 역